# Ceda
Ceda (em latim: Cedda, Ceddus; c. 620, Nortúmbria – 26 de outubro de 664, Lastingham) foi um monge e bispo anglo-saxão do Reino da Nortúmbria. Ele foi um evangelista dos anglos médios e saxões orientais na Inglaterra e um participante significativo no Sínodo de Whitby, uma reunião que resolveu diferenças importantes dentro da Igreja na Inglaterra. Ele é venerado na Igreja Católica Romana, no Anglicanismo e na Igreja Ortodoxa.